# Liste der Monuments historiques in Bourbévelle
Die Liste der Monuments historiques in Bourbévelle führt die Monuments historiques in der französischen Gemeinde Bourbévelle auf.

## Liste der Objekte
| Bezeichnung                                        | Beschreibung                                                                                | Standort                       | Kennzeichnung | Schutzstatus | Datum | Bild |
| -------------------------------------------------- | ------------------------------------------------------------------------------------------- | ------------------------------ | ------------- | ------------ | ----- | ---- |
| Genesiusreliquiar                                  | Silber, gemarkt 1775, Goldschmied Jean-François Lafontaine                                  | in der Kirche St-Martin (Lage) | PM70000147    | Classé       | 1961  |      |
| Kelch und Patene                                   | Silber, vergoldet, gemarkt 1779/80, Goldschmied Jean-François Thiébaud                      | in der Kirche St-Martin (Lage) | PM70000148    | Classé       | 1961  |      |
| Skulpturengruppe Mantelteilung des heiligen Martin | Holz, farbig gefasst, 17. Jahrhundert                                                       | in der Kirche St-Martin (Lage) | PM70000149    | Classé       | 1974  |      |
| Zwei Seitenaltäre                                  | jeweils Altartisch und Retabel; Holz, farbig gefasst, 18. Jahrhundert                       | in der Kirche St-Martin (Lage) | PM70002215    | Inscrit      | 1974  |      |
| Kanzel                                             | Holz, 18. Jahrhundert                                                                       | in der Kirche St-Martin (Lage) | PM70002216    | Inscrit      | 1974  |      |
| Hauptaltar                                         | Altartisch, Altaraufbau und Tabernakel; Holz, farbig gefasst und vergoldet, 18. Jahrhundert | in der Kirche St-Martin (Lage) | PM70002217    | Inscrit      | 1974  |      |
| Gemälde Heilige Familie                            | Ölfarbe auf Leinwand, Ende des 17. Jahrhunderts                                             | in der Kirche St-Martin (Lage) | PM70002218    | Inscrit      | 1974  |      |
| Skulptur Heiliger Genesius                         | Holz, 18. Jahrhundert                                                                       | in der Kirche St-Martin (Lage) | PM70002219    | Inscrit      | 1974  |      |
| Skulptur Heiliger Theobald                         | Holz, 18. Jahrhundert                                                                       | in der Kirche St-Martin (Lage) | PM70002220    | Inscrit      | 1974  |      |